# (4857) Altgamia
(4857) Altgamia – planetoida z pasa głównego asteroid okrążająca Słońce w ciągu 3 lat i 225 dni w średniej odległości 2,36 j.a. Została odkryta 29 marca 1984 roku przez Carolyn Shoemaker. Przed nadaniem nazwy planetoida nosiła oznaczenie tymczasowe (4857) 1984 FM.